# 글리제 1
글리제 1(Gliese 1, GJ 1)은 천구 남반구의 조각가자리 방향에 있는 적색 왜성이다. 이 별과 지구 사이 거리는 약 14.2 광년 으로 태양계에서 가까이 있는 항성에 속한다. 지구로부터 가깝기 때문에 이 별의 물리적 특성과 조성물에 대하여 많은 연구가 이루어졌다.

## 관측 여부
겉보기 등급은 약 +8.5로 너무 어두워 맨눈으로는 볼 수 없다.

## 발견 역사
1885년 벤자민 앱솔프 굴드가 이 별이 높은 수치의 고유운동을 보임을 최초로 발견하였다. 굴드의 발견 당시 글리제 1에 부여된 식별자는 "코르도바 Z.C. 23h 1584"였다. 역기점 1950 시기에 이 항성은 적경 좌표의 시작점에 매우 가까이 위치해 있었기 때문에 《글리제 근접 항성 목록》(Gliese Catalogue of Nearby Stars)과 《루이텐 하프세컨드 성표》(Luyten Half-Second star catalogues) 두 곳에 첫 번째 항성으로 등재되었다.

## 특징
여러 정보원에 따르면 이 별의 분광형은 M1.5V부터 M4.0V까지 다양하다. 질량은 태양의 45~48%, 반지름은 태양의 46~48% 정도이다.
글리제 1은 용자리 BY형 변광성으로 추정되며 잠정적인 변광성 명칭으로 'NSV 15017'을 부여받았다. 이 별은 섬광성으로 의심받기도 하며 다른 섬광성들과 마찬가지로 엑스선을 발산한다. 이 별의 대기층 온도가 측정된 바 있다.
이 별에 동반천체가 있는지 여부를 확인하기 위해 스펙클간섭계(speckle interferometry)를 이용, 스펙트럼 상 근적외선 영역에서 관측했다. 그 결과 주인별로부터 1 천문단위 거리에서 겉보기 등급 +10.5, 10 천문단위 거리에서 +12.5 등급보다 밝은 동반천체는 없었다. 비슷하게 시선속도를 이용한 측정에서도 글리제 1의 동반천체를 발견하지 못했다. 이 탐색을 통해 글리제 1의 생명체거주가능영역에서 지구 질량의 수 배 정도 행성이나 혹은 1 천문단위(그보다 좀 더 안쪽 영역까지 포함) 거리에 목성과 비슷한 질량의 행성이 존재할 가능성은 없음이 확인되었다. 20 m/s 미만 수준 정확도의 관측기구로 조사한 결과 이 별의 시선속도에는 변동성(變動性)이 거의 나타나지 않았다.
우주속도 요소는 U = +77.2, V = -99.5, W = -35.6 km/s이다. 글리제 1은 우리은하 안을 은하핵으로부터 3510 ~ 9150 파섹 거리를 두면서(이로부터 계산한 궤도이심률은 0.45이다.) 공전하고 있다. 참고로 태양은 은하 중심부로부터 약 8500 파섹 떨어져 있다. 높은 특이운동속도를 보여주는 항성을 폭주성이라 한다. 글리제 1은 초당 111.3 킬로미터의 높은 특이운동속도를 보이며 속도벡터를 볼 때 큰부리새자리-시계자리 성협 및(또는) 황새치자리 AB 성협과 이 별이 연결되어 있을 수 있다.

## 같이 보기
- 가까운 별 목록

좌표:  00h 05m 24.428s, −37° 21′ 26.5″